# Шевченко Мефодій Леонтійович
Шевченко Мефодій Леонтійович (15 травня 1907, Новомиколаївка — 30 серпня 1999, Львів) — Герой Радянського Союзу (1944).

## Життєпис
Народився 15 травня 1907 року в селі Новомиколаївка Новотроїцького району Херсонської області в селянській родині.
В 1936 р. закінчив Київське артилерійське училище, а в 1941 р. артилерійське Київське училище командного складу.
Воював з першого і до останнього дня радянсько-німецької війни.
За зразкове виконання бойових завдань, особисту мужність і відвагу, проявлені при форсуванні Дніпра Указом Президії Верховної Ради СРСР від 29 березня 1944 року гвардії полковнику М. Л. Шевченку було присвоєно звання Героя Радянського Союзу.
В 1946 р. закінчив Вищі артилерійські курси при Військовій академії ім. Ф. Е. Дзержинського і продовжував службу в Радянській Армії.
Після звільнення в запас в 1957 р. біля двадцяти років працював помічником начальника окружного Будинку офіцерів, працював в Музеї історії військ Червонопрапорного Прикарпатського воєнного округу.
До останніх днів життя проживав у місті Львів.

## Нагороди
- Нагороджений двома орденами Леніна, трьома орденами Червоного Прапора, орденом Суворова ІІ ст., двома орденами Вітчизняної війни І ст., орденом Червоної зірки, медалями, чехословацькими і польськими орденами.

## Вшанування пам'яті
В селі Новомиколаївка Новотроїцького району названо вулицю іменем Героя Радянського Союзу М. Л. Шевченко.